# 莫略
莫略（加泰罗尼亚语，加泰隆尼亞語發音：[muˈʎo]）是西班牙加泰罗尼亚赫罗纳省的一个市镇。总面积44平方公里，总人口334人（2001年），人口密度8人/平方公里。